# Pomatoschistus lozanoi
Pomatoschistus lozanoi — вид риб з родини бичкових (Gobiidae).

## Характеристика
Дрібнорозмірний вид, сягає максимальної довжини 8,0 см.

## Ареал
Поширений в Північно-Східній Атлантиці: від Північного моря до північно-західної Іспанії, також біля берегів Португалії.

## Біологія та екологія
Морська риба, зазвичай зустрічається на глибині 70-80 м. Живе до 2-х років.